# Мечеть Шах Аббаса (Кешля)
Мечеть Шах Аббаса в Кешля (азерб. Şah Abbas məscidi və ya Keşlə məscidi) — историческая мечеть в посёлке Кешля Низаминского района Баку. Мечеть является памятником XVII века и была построена по приказу Шаха Аббаса.

## Архитектурные особенности
В плане мечеть Шах Аббаса в Кешля имеет квадратную форму. План мечети повторяет схему, типичную для мечетей Ширвано-апшеронской архитектурной школы и аналогичен плану мечети Туба Шахи в поселке Мардакян (1481 год). В центре здания построен главный зал богослужений, состоящий из четырёх больших арок. Арки соединяются с круглым куполом мечети. По бокам здания построены небольшие помещения с арочным потолком. Именно эти комнаты придают плану квадратную форму.
Портал мечети по своей архитектурной структуре прост и не имеет сталактитовый полукупол. Архитектор попытался связать раздел портала с общим объёмом здания. С этой целью архитектором мечети был применён метод объединения рамы портала с карнизом здания. Этот метод был применён также при строительстве Диван-хане. Над порталом имеется надпись на арабском языке.
Алтарь и кафедра выполнены из отёсанного массивного камня. Окна мечети сделаны с высоким мастерством. Первый слой окон, состоящих из двух слоев: первого слоя — дерева, и второго — отёсанного камня.
После установления советской власти в Азербайджане в 1920 году началась борьба большевиков с религией. Как и многие другие религиозные учреждения мечеть Шах Аббаса перестала функционировать и возобновила свою деятельность только в 1989 году.